# Judo aux Jeux olympiques d'été de 1980
Navigation
Montréal 1976 Los Angeles 1984
Le judo fait sa 4e apparition au programme olympique lors des Jeux olympiques d'été de 1980 à Moscou.
Cette édition des Jeux olympiques fut boycottée par une cinquantaine de nations, d'où l'absence de certaines telles que, entre autres, le Japon ou la Corée du Sud.

## Tableau des médailles
| Rang  | Pays               | Médaille d'or, Jeux olympiques | Médaille d'argent, Jeux olympiques | Médaille de bronze, Jeux olympiques | Total |
| 1     | Union soviétique   | 2                              | 1                                  | 2                                   | 5     |
| 2     | France             | 2                              | 1                                  | 1                                   | 4     |
| 3     | Allemagne de l'Est | 1                              | 0                                  | 4                                   | 5     |
| 4     | Italie             | 1                              | 0                                  | 0                                   | 1     |
| 5     | Suisse             | 1                              | 0                                  | 0                                   | 1     |
| 6     | Belgique           | 1                              | 0                                  | 0                                   | 1     |
| 7     | Cuba               | 0                              | 3                                  | 0                                   | 3     |
| 8     | Grande-Bretagne    | 0                              | 1                                  | 1                                   | 2     |
| 8     | Bulgarie           | 0                              | 1                                  | 1                                   | 2     |
| 8     | Mongolie           | 0                              | 1                                  | 1                                   | 2     |
| 11    | Hongrie            | 0                              | 0                                  | 2                                   | 2     |
| 12    | Pays-Bas           | 0                              | 0                                  | 1                                   | 1     |
| 12    | Yougoslavie        | 0                              | 0                                  | 1                                   | 1     |
| 12    | Tchécoslovaquie    | 0                              | 0                                  | 1                                   | 1     |
| 12    | Pologne            | 0                              | 0                                  | 1                                   | 1     |
| Total | Total              | 8                              | 8                                  | 16                                  | 32    |

## Podiums
| Catégorie                        | Or                                  | Argent                            | Bronze                                 |
| Poids super-léger Moins de 60 kg | Thierry Rey France                  | José Rodríguez Cuba               | Tibor Kincses Hongrie                  |
| Poids super-léger Moins de 60 kg | Thierry Rey France                  | José Rodríguez Cuba               | Aramby Emizh Union soviétique          |
| Poids mi-léger Moins de 65 kg    | Nikolay Solodukhin Union soviétique | Tsendiin Damdin Mongolie          | Iliyan Nedkov Bulgarie                 |
| Poids mi-léger Moins de 65 kg    | Nikolay Solodukhin Union soviétique | Tsendiin Damdin Mongolie          | Janusz Pawlowski Pologne               |
| Poids léger Moins de 71 kg       | Ezio Gamba Italie                   | Neil Adams Grande-Bretagne        | Ravdangiin Davaadalai Mongolie         |
| Poids léger Moins de 71 kg       | Ezio Gamba Italie                   | Neil Adams Grande-Bretagne        | Karl-Heinz Lehmann Allemagne de l'Est  |
| Poids mi-moyen Moins de 78 kg    | Shota Khabareli Union soviétique    | Juan Ferrer La Hera Cuba          | Bernard Tchoullouyan France            |
| Poids mi-moyen Moins de 78 kg    | Shota Khabareli Union soviétique    | Juan Ferrer La Hera Cuba          | Harald Heinke Allemagne de l'Est       |
| Poids moyen Moins de 86 kg       | Jürg Röthlisberger Suisse           | Isaac Azcuy Oliva Cuba            | Detlef Ultsch Allemagne de l'Est       |
| Poids moyen Moins de 86 kg       | Jürg Röthlisberger Suisse           | Isaac Azcuy Oliva Cuba            | Alexandre Iatskevitch Union soviétique |
| Poids mi-lourd Moins de 95 kg    | Robert Van de Walle Belgique        | Tengiz Khubuluri Union soviétique | Henk Numan Pays-Bas                    |
| Poids mi-lourd Moins de 95 kg    | Robert Van de Walle Belgique        | Tengiz Khubuluri Union soviétique | Dietmar Lorenz Allemagne de l'Est      |
| Poids lourd Plus de 95 kg        | Angelo Parisi France                | Dimitar Zapryanov Bulgarie        | Radomir Kovacevic Yougoslavie          |
| Poids lourd Plus de 95 kg        | Angelo Parisi France                | Dimitar Zapryanov Bulgarie        | Vladimir Kocman Tchécoslovaquie        |
| Toutes catégories                | Dietmar Lorenz Allemagne de l'Est   | Angelo Parisi France              | Arthur Mapp Grande-Bretagne            |
| Toutes catégories                | Dietmar Lorenz Allemagne de l'Est   | Angelo Parisi France              | Andras Ozsvar Hongrie                  |